# Odder Kommune
 For alternative betydninger, se Odder. (Se også artikler, som begynder med Odder)
Odder Kommune i Region Midtjylland, med hovedby i Odder.
Kommunen var en stor sognekommune i Århus Amt, da den fik sin nuværende udstrækning ved kommunalreformen i 1970. Den forblev selvstændig ved strukturreformen i 2007.

## Beliggenhed
Odder Kommune ligger syd for Aarhus og går fra Norsminde Fjord i nord til Horsens Fjord i syd. Mod vest ligger motorvejen E45, og mod øst ligger Kattegat med Tunø og Samsø.

## Byer
| Kommunens største byer |           |                   |
| Nr                     | By        | Indbyggere (2025) |
| 1                      | Odder     | 13.522            |
| 2                      | Hou       | 1.723             |
| 3                      | Saksild   | 905               |
| 4                      | Ørting    | 660               |
| 5                      | Gylling   | 647               |
| 6                      | Hundslund | 542               |
| 7                      | Bovlstrup | 293               |

## Kommunalreformen
Odder Kommune bestod efter kommunalreformen af følgende 9 sognekommuner:
| Kommune           | Folketal 1. januar 1970 | Byer                       |
| ----------------- | ----------------------- | -------------------------- |
| Alrø              | 195                     |                            |
| Gosmer-Halling    | 1.342                   | Hov                        |
| Gylling           | 1.008                   | Gylling                    |
| Hundslund         | 1.319                   | Hundslund                  |
| Odder             | 8.081                   | Odder og Torrild           |
| Randlev-Bjergager | 1.279                   | Bovlstrup og Neder Randlev |
| Saksild-Nølev     | 1.102                   | Saksild                    |
| Tunø              | 126                     |                            |
| Ørting-Falling    | 1.253                   | Ørting                     |
| I alt             | 15.705                  |                            |

Hertil kom 15 matrikler fra Hvilsted Sogn i Aarhus Kommune.

## Sogne
Følgende sogne indgik i Odder Kommune, alle fra Hads Herred undtagen Tunø, der hørte til Ning Herred:
- Alrø Sogn
- Bjerager Sogn
- Falling Sogn
- Gosmer Sogn
- Gylling Sogn
- Halling Sogn
- Hundslund Sogn
- Nølev Sogn
- Odder Sogn
- Randlev Sogn
- Saksild Sogn
- Torrild Sogn
- Tunø Sogn
- Ørting Sogn

## Politik

### Mandatfordeling
| 8 | 1 | 4 | 1 | 5 |

| 17 |

| 7 | 2 | 3 | 1 | 5 | 1 |

| 17 |

| 8 | 2 | 2 | 1 | 4 | 1 | 1 |

| 15 | 4 |

| 7 | 1 | 3 | 1 | 1 | 5 | 1 |

| 14 | 5 |

| 7 | 1 | 4 | 2 | 5 |

| 15 | 4 |

| 8 | 5 | 1 | 4 | 1 |

| 14 | 5 |

| 7 | 1 | 5 | 1 | 4 | 1 |

| 15 | 4 |

| 7 | 3 | 1 | 6 | 2 |

| 14 | 5 |

| 7 | 3 | 1 | 6 | 2 |

| 14 | 5 |

| 6 | 3 | 2 | 6 | 2 |

| 13 | 6 |

| 5 | 3 | 4 | 6 | 1 |

| 12 | 7 |

| 4 | 1 | 2 | 2 | 1 | 8 | 1 |

| 14 | 5 |

| 5 | 1 | 2 | 1 | 1 | 7 | 2 |

| 13 | 6 |

| 5 | 2 | 2 | 1 | 7 | 2 |

| 13 | 6 |

### Nuværende byråd
| Navn                     | Parti                                    |
| ------------------------ | ---------------------------------------- |
| Uffe Jensen              | Venstre - 7 mandater                     |
| Finn Thranum             | Venstre - 7 mandater                     |
| Ole Lyngby Pedersen      | Venstre - 7 mandater                     |
| Hans Hammann             | Venstre - 7 mandater                     |
| Allan Werk               | Venstre - 7 mandater                     |
| Louise Kreutzfeldt       | Venstre - 7 mandater                     |
| Lene Aagaard             | Venstre - 7 mandater                     |
| Lone Jakobi (Borgmester) | Socialdemokratiet - 5 mandater           |
| Lars Bluhme              | Socialdemokratiet - 5 mandater           |
| Torben Madsen            | Socialdemokratiet - 5 mandater           |
| Palle Holsting           | Socialdemokratiet - 5 mandater           |
| Claes Jensen             | Socialdemokratiet - 5 mandater           |
| Martin Mikkelsen         | Det Konservative Folkeparti - 2 mandater |
| Klaus Rafael Jensen      | Det Konservative Folkeparti - 2 mandater |
| Ditte-Marie Thejsen      | Enhedslisten - 2 mandater                |
| Leif Gjørtz Christensen  | Enhedslisten - 2 mandater                |
| Kresten Bjerre           | Radikale Venstre - 2 mandater            |
| Katja Tvesøe             | Radikale Venstre - 2 mandater            |
| Marianne Hundebøll       | Socialistisk Folkeparti - 1 mandat       |

| Udtrådt          | Indtrådt             | Parti                       | Dato              |
| ---------------- | -------------------- | --------------------------- | ----------------- |
| Martin Mikkelsen | Nikolaj Enggård Fogh | Det Konservative Folkeparti | 21. december 2023 |

### Byråd 2018-2022
| Navn                      | Parti                          |
| ------------------------- | ------------------------------ |
| Uffe Jensen (Borgmester)  | Venstre - 7 mandater           |
| Lone Riis                 | Venstre - 7 mandater           |
| Finn Thranum              | Venstre - 7 mandater           |
| Ole Lyngby Pedersen       | Venstre - 7 mandater           |
| Hans Hammann              | Venstre - 7 mandater           |
| Lene Midtgaard            | Venstre - 7 mandater           |
| Torben Smedegård Sørensen | Venstre - 7 mandater           |
| Lone Jakobi               | Socialdemokratiet - 5 mandater |
| Ole Lauth                 | Socialdemokratiet - 5 mandater |
| Elvin J. Hansen           | Socialdemokratiet - 5 mandater |
| Claes Jensen              | Socialdemokratiet - 5 mandater |
| Linda Ann Wienand         | Socialdemokratiet - 5 mandater |
| Ditte Marie Thejsen       | Enhedslisten - 2 mandater      |
| Leif Gjørtz Christensen   | Enhedslisten - 2 mandater      |
| Niels Rosenberg           | Konservative - 2 mandater      |
| Martin Mikkelsen          | Konservative - 2 mandater      |
| Kresten Bjerre            | Radikale Venstre - 1 mandat    |
| John Rosenhøj             | Dansk Folkeparti - 1 mandat    |
| Marianne Hundebøll        | SF - 1 mandat                  |

| Dato              | Udtrådt         | Indtrådt            | Parti             |
| ----------------- | --------------- | ------------------- | ----------------- |
| 25. marts 2018    | Ole Lauth †     | Rie Ramsdal         | Socialdemokratiet |
| 19. december 2019 | Niels Rosenberg | Klaus Rafael Jensen | Konservative      |
| 27. december 2019 | Lone Riis       | Jan Gade            | Venstre           |

### Borgmestre
| Periode   | Navn              | Parti                       |
| --------- | ----------------- | --------------------------- |
| 1970-1978 | Søren Aagaard     | Det Konservative Folkeparti |
| 1979-1985 | Vagn Mikkelsen    | Socialdemokratiet           |
| 1986-1989 | Erik Toftegaard   | Venstre                     |
| 1990-1993 | Gerda Pedersen    | Socialdemokratiet           |
| 1994-1997 | Iver Tesdorpf     | Det Konservative Folkeparti |
| 1998-2005 | Elvin J. Hansen   | Socialdemokratiet           |
| 2006-2009 | Niels-Ulrik Bugge | Venstre                     |
| 2010-2013 | Elvin J. Hansen   | Socialdemokratiet           |
| 2014-2021 | Uffe Jensen       | Venstre                     |
| 2022-     | Lone Jakobi       | Socialdemokratiet           |

### Rådhus
Odder Kommunes rådhus på Rådhusgade 3 blev opført i 1972 og udvidet i 1980. Det er tegnet af Friis og Moltke i brutalistisk stil.

### Lokalråd
I 2014 blev der oprettet 6 lokalråd, som skulle indkaldes til et årligt fællesmøde med Økonomiudvalget. Lokalrådene har ikke nogen særstatus i forhold til hverken foreninger eller enkeltpersoner. De skal fremme kontakt og dialog mellem kommunen og borgerne. Primo 2017 var der 9 lokalråd:
- Alrø Lokalråd
- Dyngby Lokalråd
- Gylling Lokalråd
- Hundslund Lokalråd
- Boulstrup Lokalråd
- Bjergager Lokalråd
- Hou Fællesforum og Lokalråd
- Torrild Lokalråd
- Lokalrådet for Ørting-Falling Sogne

## Faciliteter
Når det gælder fritidsaktiviteter, er der 120 foreninger at vælge imellem. Der er to svømmehaller, 19 offentlige legepladser og et børnebibliotek.
Kulturlivet omfatter Biffen, gallerier, børneteater, kunsthåndværk og kunstscenen i Vita Park.
Langs kysterne er der børnevenlige badestrande. Strandene bliver flittigt brugt af kitesurfere, windsurfere, roere, sejlere og svømmere.

### Folkeskoler
Odder kommune er inddelt i 10 skoledistrikter med tilhørende folkeskoler.
- Gylling Skole
- Hou Skole
- Hundslund Skole
- Parkvejens Skole, Odder
- Saksild-Nølev Skole
- Skovbakkeskolen, Odder
- Tunø Skole
- Vestermarkskolen, Odder

### Privatskoler
- Odder Lille Friskole
- Rathlouskolen, Odder
- Randlevskolen Randlev

### Efterskoler
- Eriksminde Efterskole, Bjergager
- Gylling Efterskole
- Hou Maritime Idrætsefterskole
- Rudehøj Efterskole, Odder

Odder er omgivet af en række efterskoler med forskelligt præg. Gylling Efterskole fokuserer på elever med læse- og skrivevanskeligheder. Hou Maritime Idrætsefterskole er, som navnet indikerer, baseret på idræt og sejlads. Rudehøj Efterskole tager udgangspunkt i kristne værdier og Eriksminde Efterskole er grundtvigiansk.

### Gymnasium
- Odder Gymnasium

### Handelsskoler
- HG Odder (Skanderborg-Odder Center for Uddannelse)
- Handelsfagskolen, Odder – Specialdetailhandlens fagskole.

### Campus Odder
Campus Odder blev indviet i august 2016. Her bliver en række uddannelser samlet. Ved indvielse var det elever fra Odder Gymnasium samt EUX- og HF-elever fra Skanderborg-Odder Center for Uddannelse. Formålet med Campus Odder er at give de unge et spændende studiemiljø med et bredt udvalg af uddannelser. Det er planen, at Campus Odder skal udvides til at rumme flere forskellige uddannelser på sigt. For at sætte fokus på at fastholde unge i job og uddannelse er medarbejdere fra Jobcenter Odders ungeteam, Ungdommens Uddannelsesvejledning og Børne-og Familicenteret også tilknyttet Campus Odder.
Campus Odder ligger i forlængelse af Odder Gymnasium på Østermarksvej 25, 8300 Odder.

### Højskoler
- Egmont Højskole, Hou
- Odder Daghøjskole
- Odder Højskole
- Pensionisthøjskolen Rude Strand